# Anglais moderne

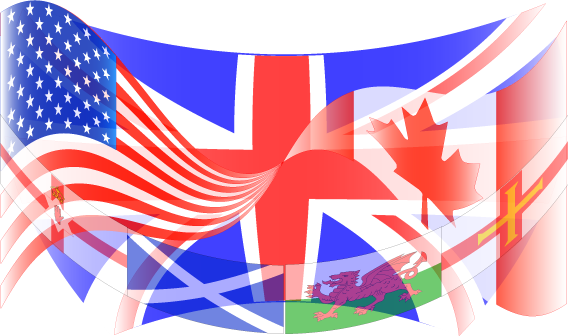
Image représentant les drapeaux des principaux pays anglophones.

L'expression anglais moderne désigne l'usage contemporain de la langue anglaise. Du point de vue linguistique, l'anglais moderne succède à la période du moyen anglais, c'est-à-dire quelque peu après le grand changement vocalique, qui était bien révolu après 1550.
Bien qu'ayant des différences de vocabulaire, les œuvres du début du XVIIe siècle, comme les travaux de William Shakespeare et la Bible du roi Jacques, sont considérées comme étant rédigées en anglais moderne, ou plus précisément dans un anglais moderne naissant.